# Kéménd (Szlovákia)

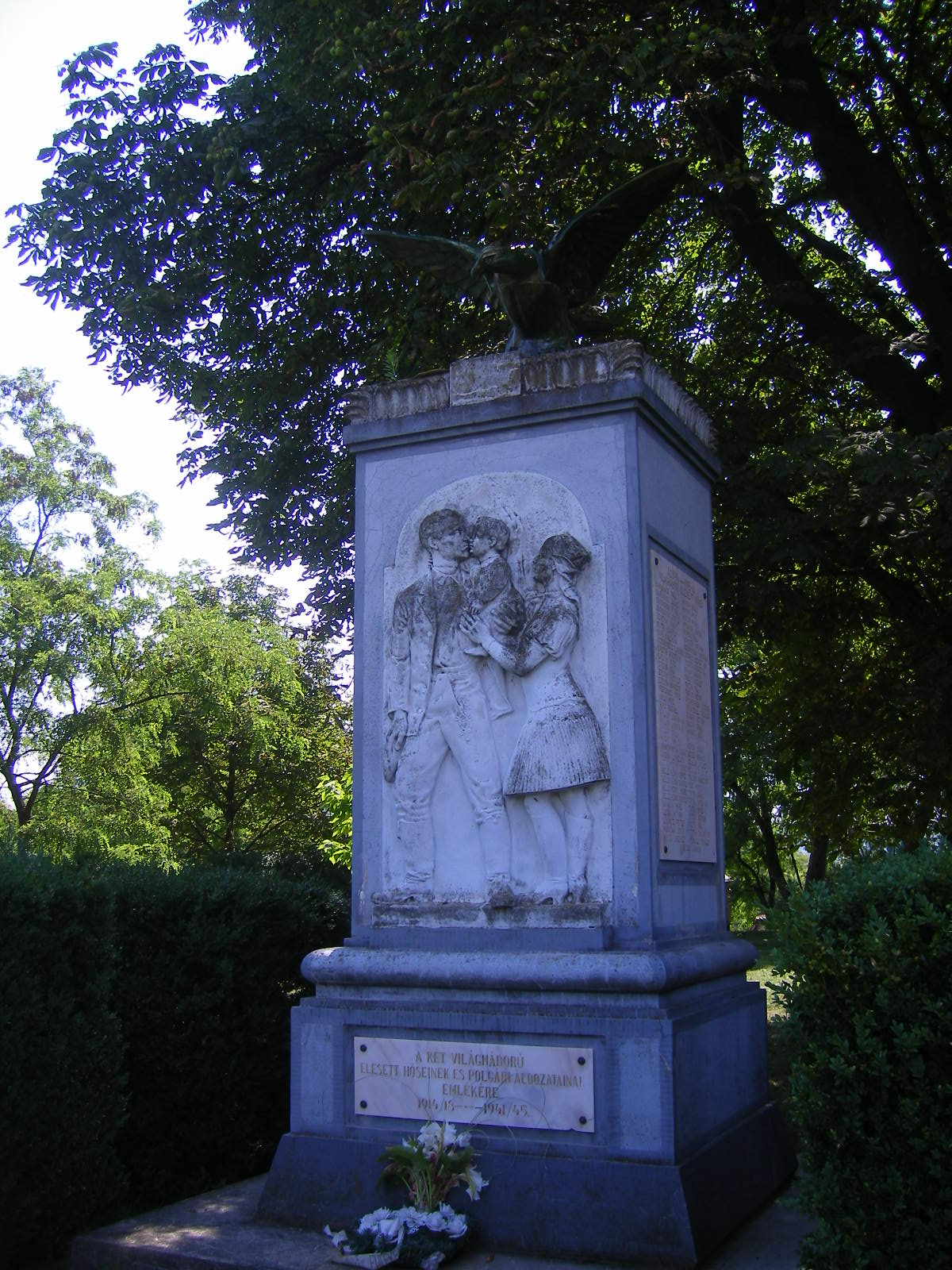
A két világháború áldozatainak emlékműve

Kéménd (szlovákul Kamenín) község Szlovákiában, a Nyitrai kerületben, az Érsekújvári járásban.

## Fekvése
A Kisalföld peremén, Párkánytól 13 km-re északnyugatra, a Garam jobb partján fekszik.

## Élővilága

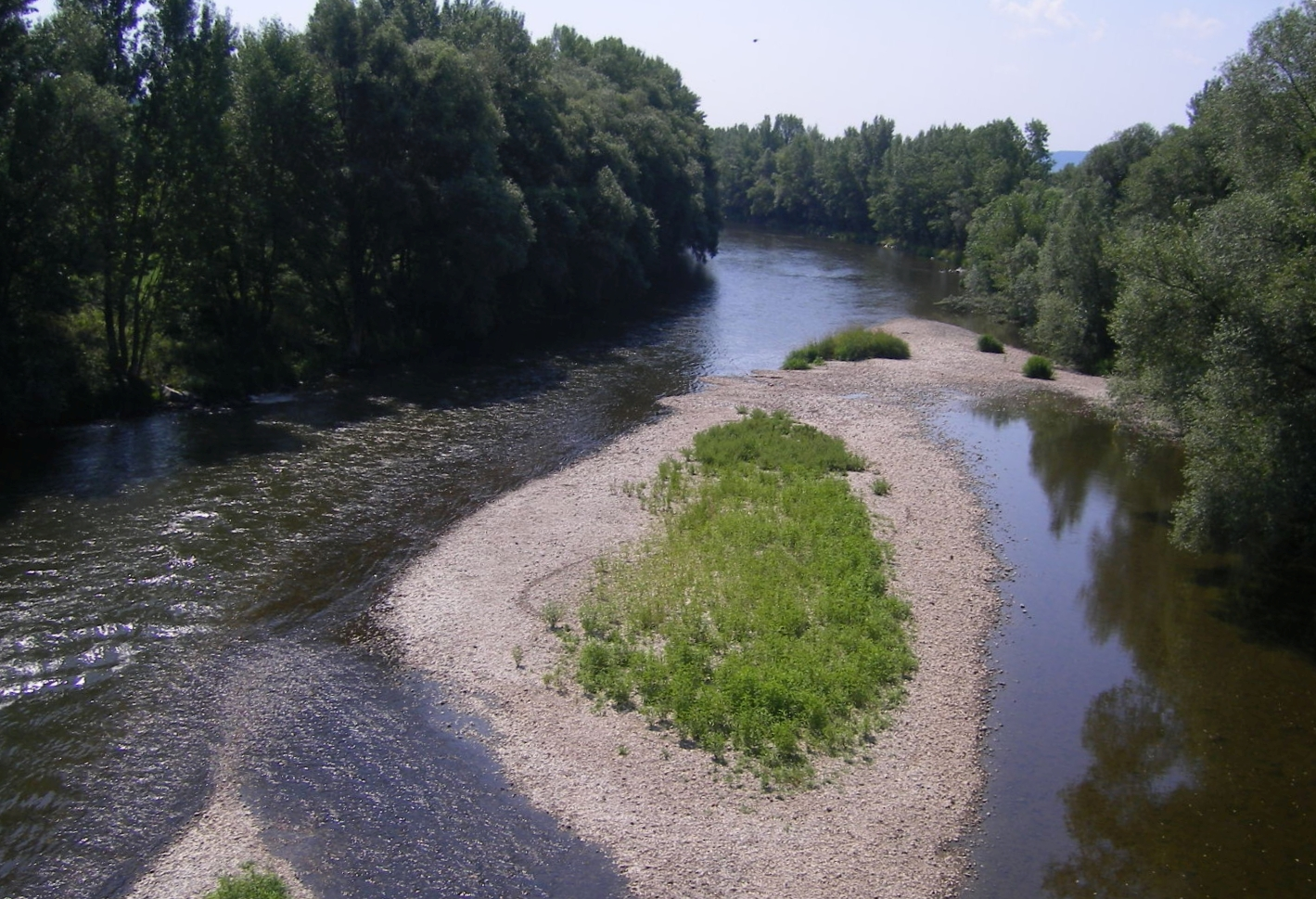
A Garam Kéméndnél
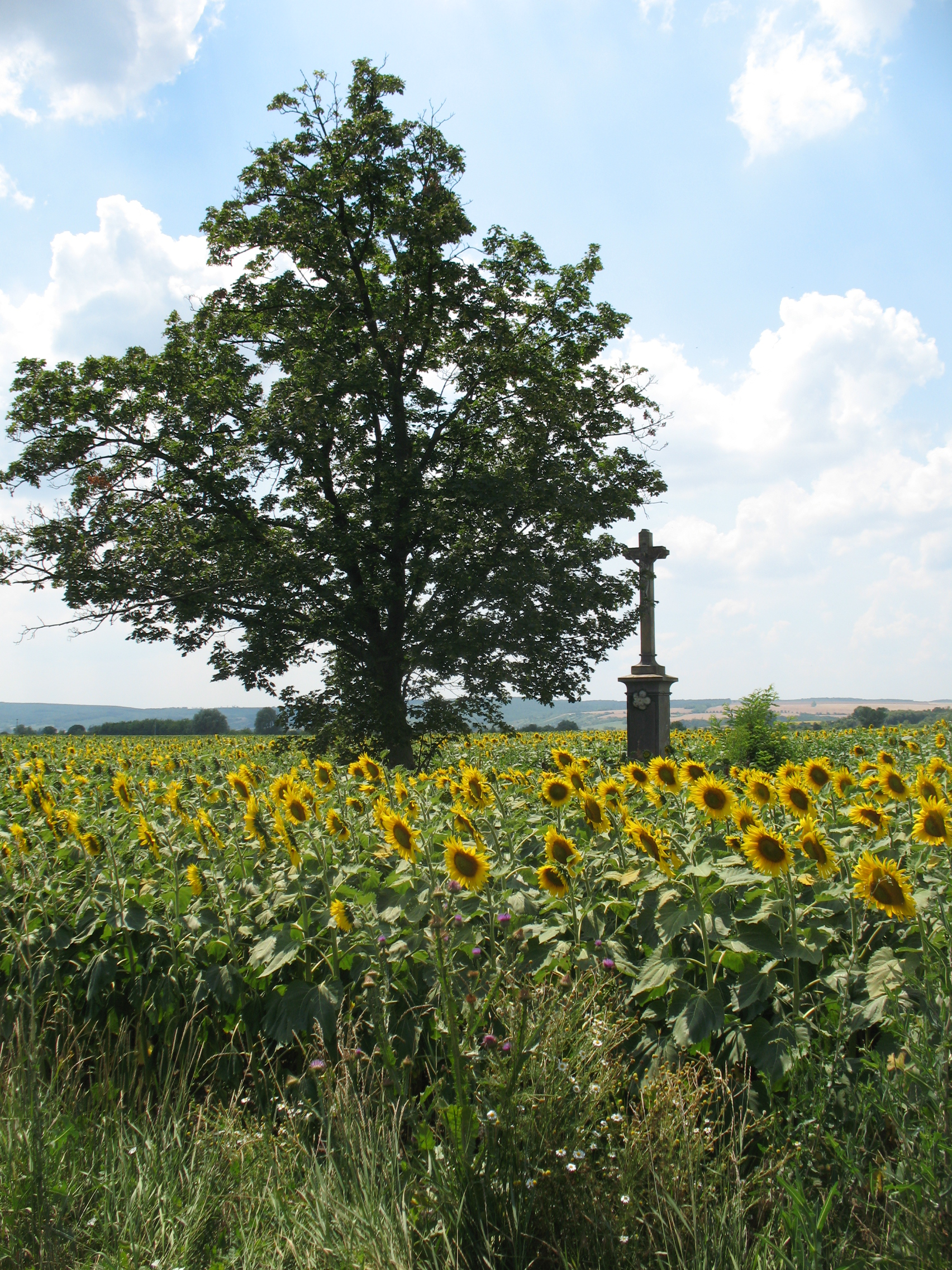
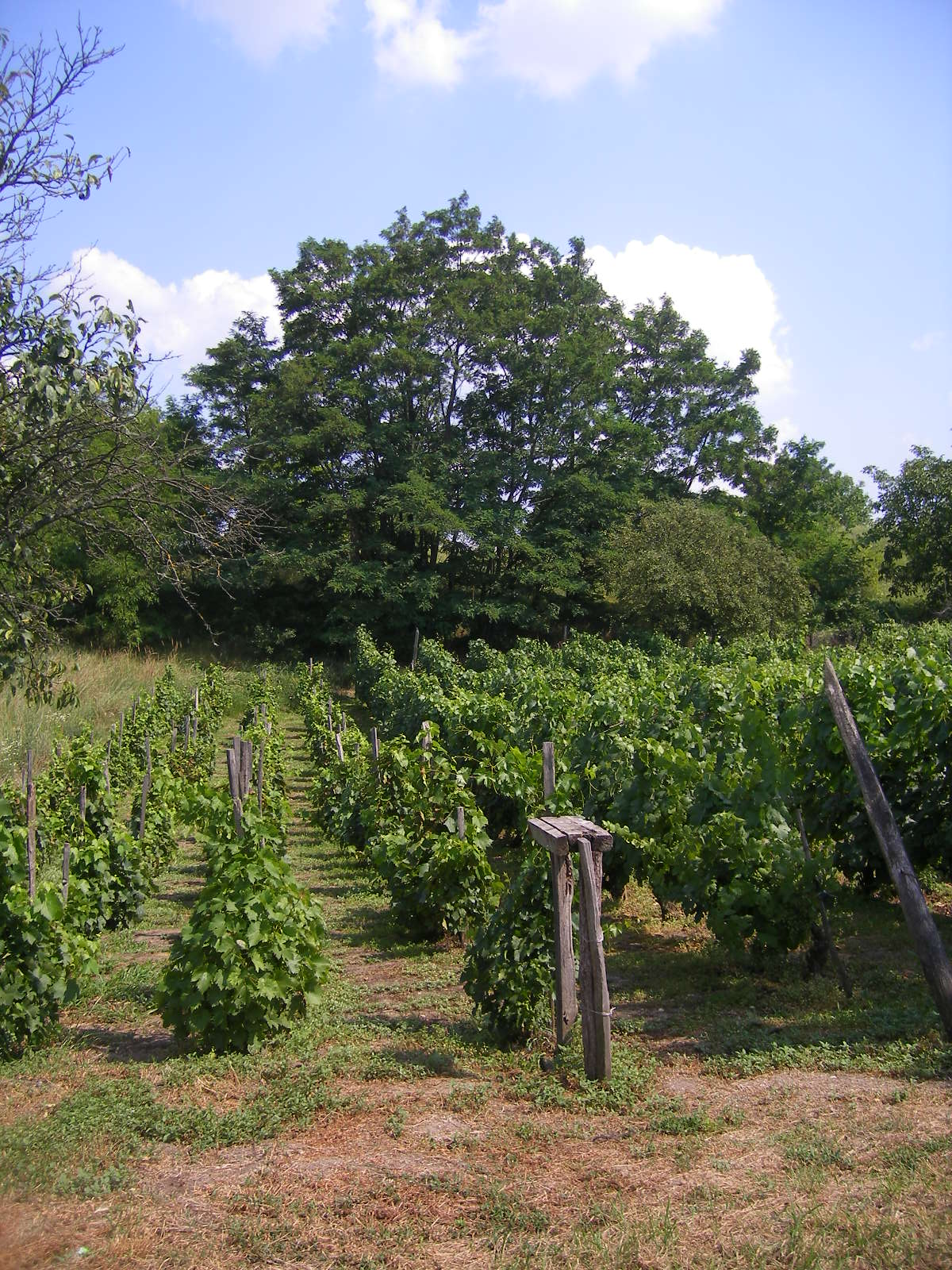
A kéméndi szőlőhegy
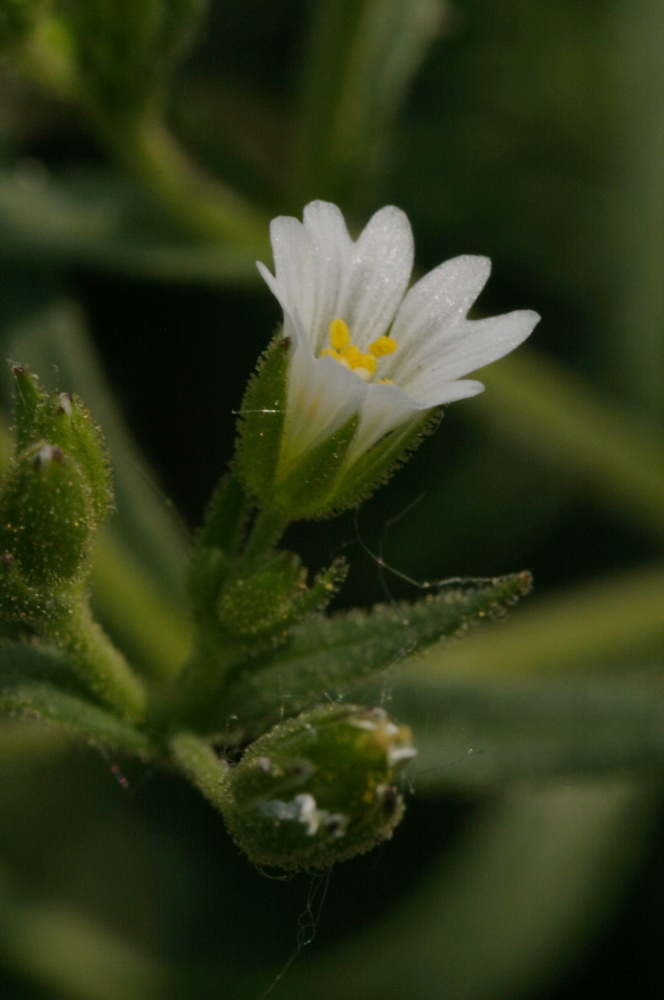
sziki madárhúr
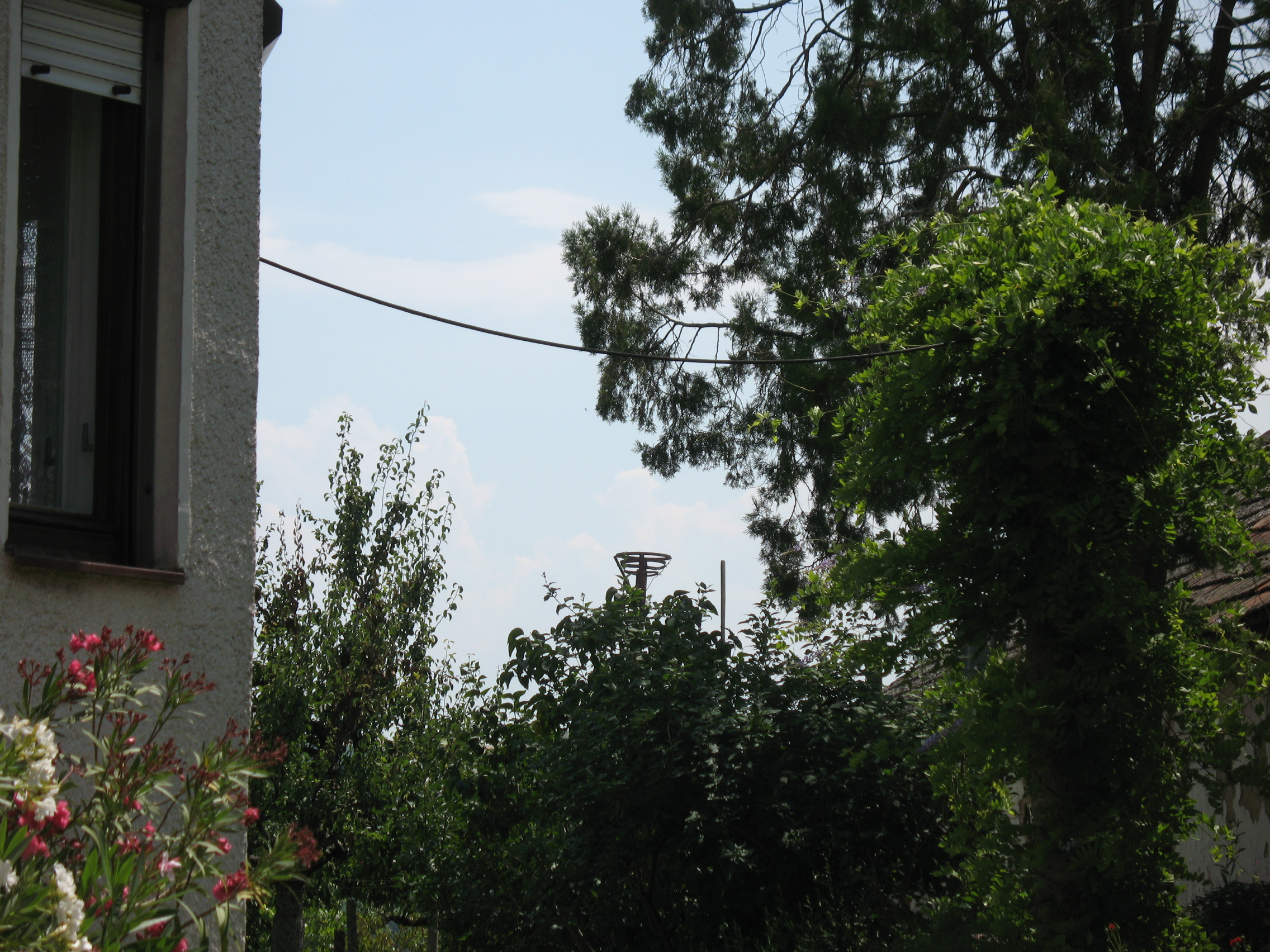
2013
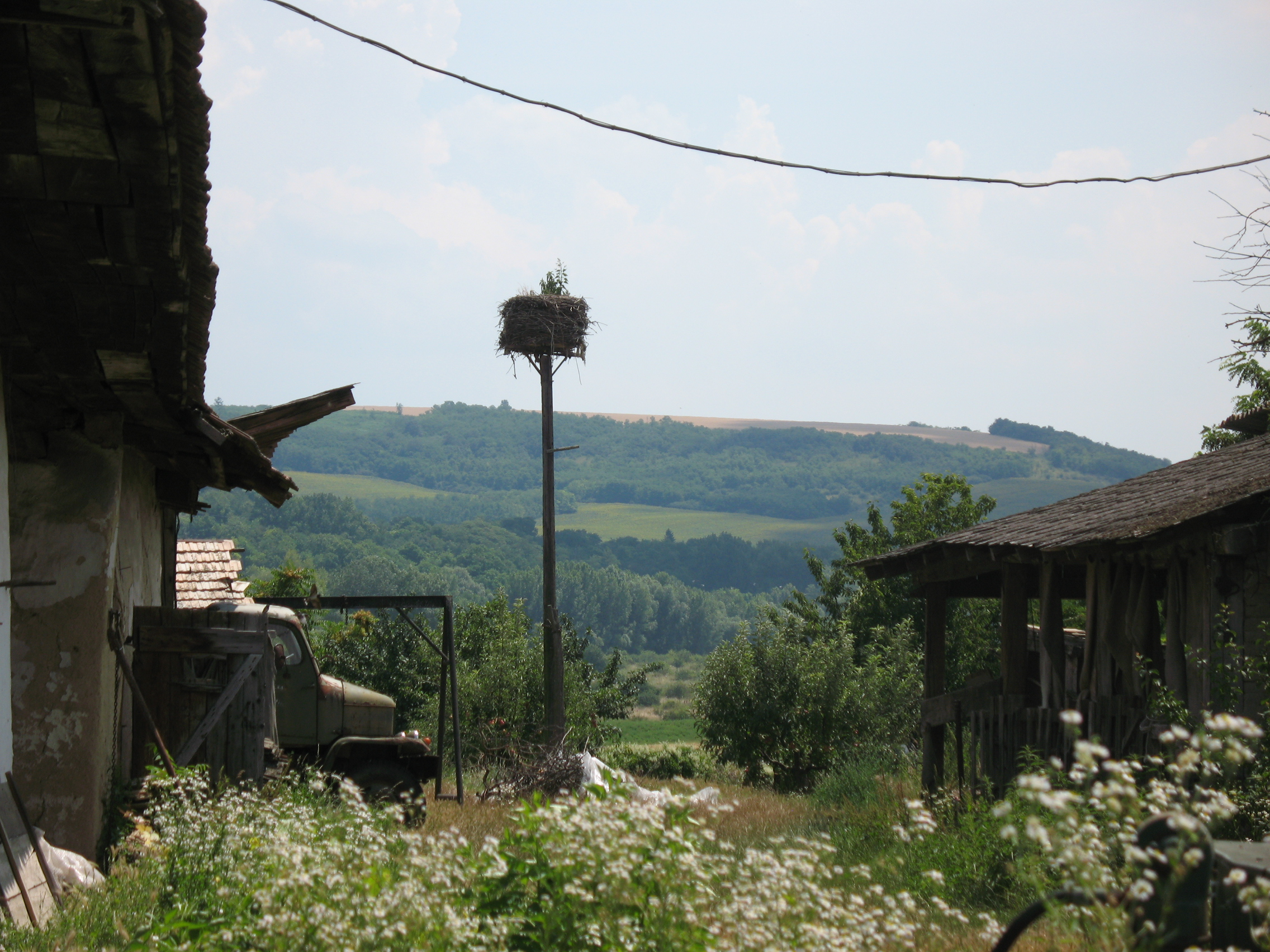
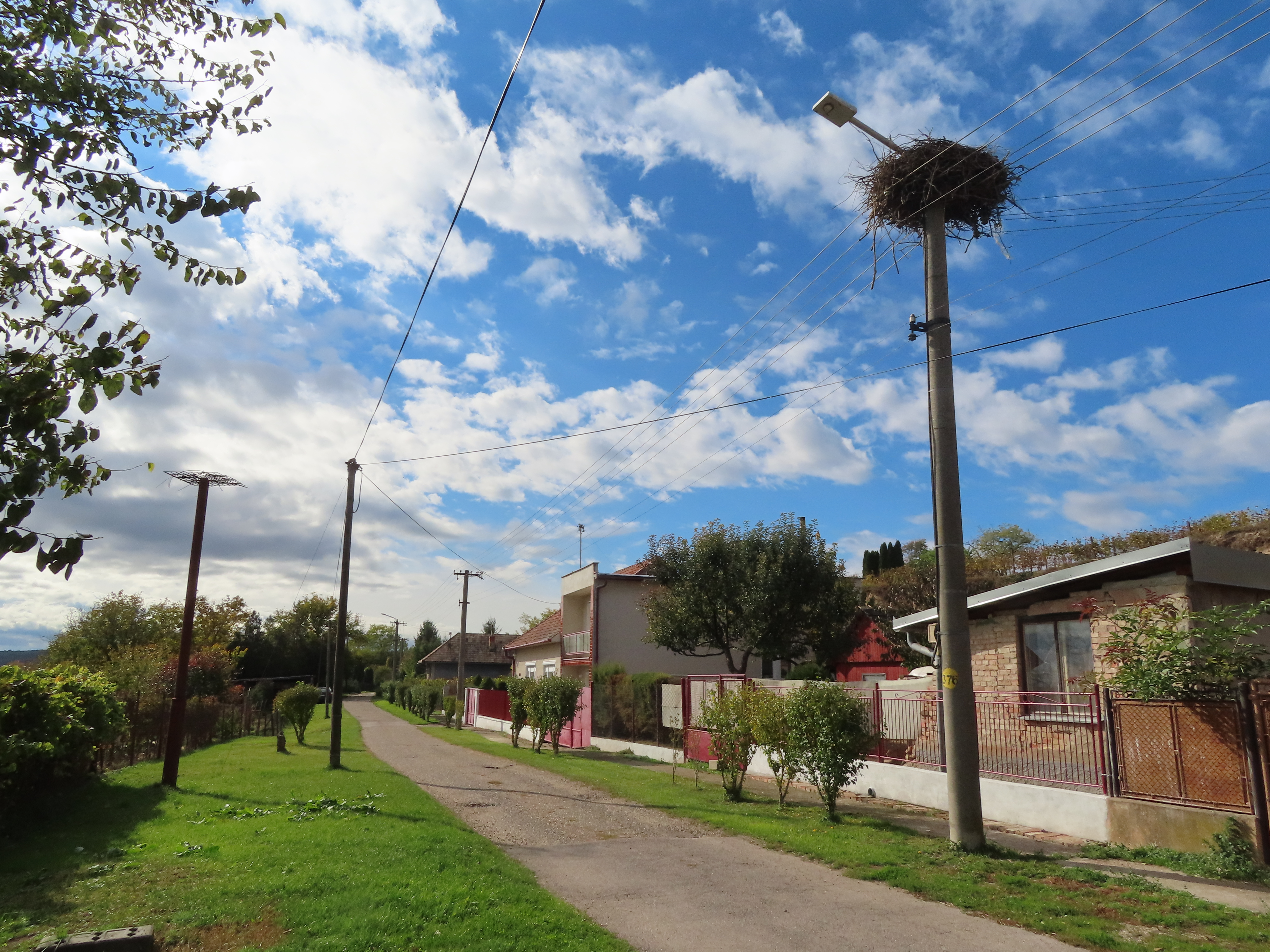
2021
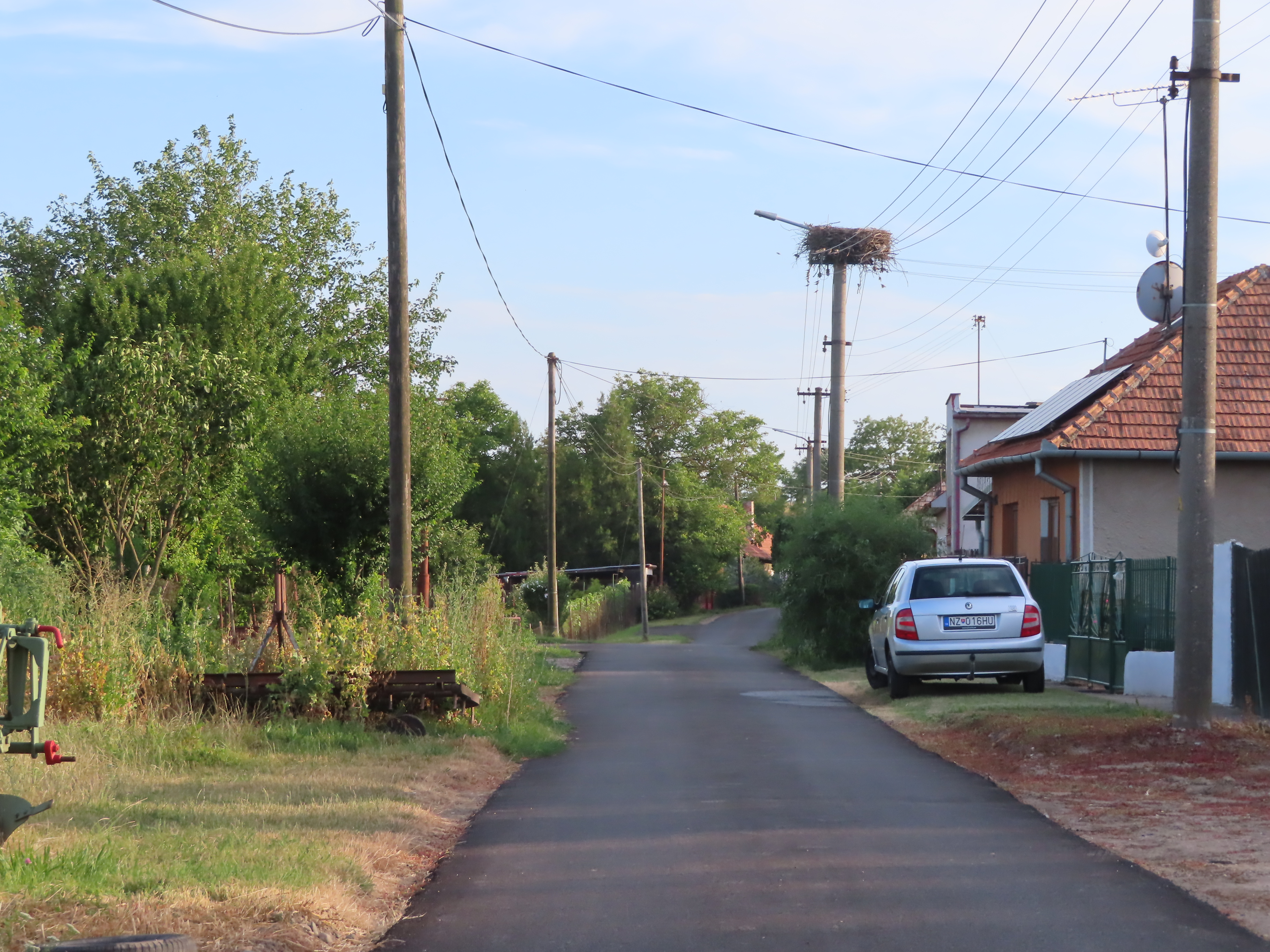
2022

A faluban volt egy gólyafészek és egy alátét, azonban korábbi költésekről nincsenek adatok. 2019-től a temetőhöz közel tartanak számon egy új fészket és alátétet. A községben 2024-ben egy gólyapár volt jelen.

## Története
A régészeti leletek tanúsága szerint területén már az újkőkorban éltek emberek. Agancsból, csontból, pattintott kőből készített eszközeiket találták meg a környéken. Az i. e. 400 körüli időben kelták érkeztek a vidékre, a Garam jobb partján fekvő temetőjükből számos korabeli ékszer és cserépmaradvány került elő. A falu legmagasabb pontját képező Várhegyen ebben az időben földvár állt. Valószínűleg a falu közelében zajlott az a döntő csata, melyet 173-ban Marcus Aurelius császár a kvádokkal vívott.[forrás?]
A falu első írásos említése 1183-ből származik "Camend" néven. 1217-ben a Hont-Pázmány nembeli Amadé volt a birtokosa.
1543-ban Esztergom eleste után a vidéket elfoglalták a törökök. 1569-ben 7 jobbágytelke adózott összesen 87 dénárt karácsonykor. 1595-ben a török ellen készülődő császári katonák fosztották ki a falut. Az esztergomi érsekség birtokán 1597-ben végeztek kárfelmérést. 1683-ban a korábban a töröknek behódolt falut a párkányi csata után győztes lengyelek teljesen elpusztították. 1696-ban mint lakatlan helyet említik, 1699-re azonban az esztergomi érsekség birtokaként újból benépesült, ekkor 54 adófizetője volt. 1705 augusztusában a kurucok ellen harcoló császári csapatok fosztották ki. A 18. században a falu fejlődésnek indult, 1755-ben már állt az új templom is. Iskolája 1732-ben nyílott. 1787-ben 151 házában 884 lakos élt. 1828-ban 173 háza állt 1039 lakossal, akik főként mezőgazdasággal, szőlőtermesztéssel foglalkoztak. 1849. április 20-án itt ugrasztotta meg egy magyar sereg Wyss vezérőrnagy császári seregét. 1885-ben a falut elérte a vasút is, a Párkány-Léva vonal egyik állomása lett. Lakói főként mezőgazdasággal, állattartással, gyümölcs- és szőlőtermesztéssel, kosárfonással foglalkoztak. A faluban olvasókör és önkéntes tűzoltó egyesület működött.
Vályi András szerint "KÉMÉND. Elegyes magyar, és tót falu Esztergom Várm. földes Ura az Esztergomi Érsekség, lakosai katolikusok, fekszik Garam vize partyán, mellyen szép hídgya van, Párkányhoz mint egy más fél mértföldnyire, postája is vagyon, határbéli földgye jó, legelője elég, fája tűzre, és épűletre, szőlleji jó borokat teremnek; el adásra alkalmatos módgyok van, közel a’ Dunán, ’s Esztergomban, réttyeinek, és legelőjének egy részét Garam vize néha meg szokta önteni."
Fényes Elek szerint "Kéménd, Esztergom, most Komárom vmegyében, régi magyar falu, a Garan jobb partján, Esztergomtól északra 2 mfd., a lévai és nyitrai országutban: 961 kath. lak. s egy jól dotált plébaniával. Határja egészen róna s első osztálybeli: van jó fekete földje, rétje, legelője bora, fája. Hajdan a Hunt Pazman fam. öröksége volt, de 1392-ben Ugrinus gróf az esztergomi érseknek kénytelenitetett általengedni, mivel testvérjei nagy pusztitást követének el az érseki jószágokban. Az itten volt postahivatal eltöröltetett, de ujra felállitatott. F. u. az esztergomi érsek. A lakosok birnak 1449 1/2 hold első, 724 h. második osztályu szántóföldet, 464 1/2 hold rétet, 983 1/2 kapa szőlőt."
A trianoni békeszerződésig Esztergom vármegye Párkányi járásához tartozott, majd a csehszlovák állam része lett. 1933. szeptember 24-én népgyűlést tartottak, melyen Esterházy János is szónokolt. 1938 és 1945 között újra Magyarország része volt. A Beneš-dekrétumok alapján 1947-ben 120 magyar családot erőszakkal Csehországba kényszermunkára deportáltak.

## Népessége
| Év:            | 1994. | 2004.   | 2014.   | 2024.   |
| -------------- | ----- | ------- | ------- | ------- |
| Emberek száma: | 1540  | 1502    | 1487    | 1438    |
| Eltérés:       |       | -2,46 % | -0,99 % | -3,29 % |

| Év:            | 2023. | 2024.   |
| -------------- | ----- | ------- |
| Emberek száma: | 1450  | 1438    |
| Eltérés:       |       | -0,82 % |

1910-ben 1812, túlnyomórészt magyar anyanyelvű lakosa volt.
2001-ben 1529 lakosából 1374 magyar és 116 szlovák.
2011-ben 1523 lakosából 1179 magyar, 250 szlovák, 29 cigány, 13 cseh és 51 ismeretlen nemzetiségű volt.
2021-ben 1479 lakosából 1036 (+31) magyar, 267 (+27) szlovák, 6 (+3) cigány, 21 (+1) egyéb és 149 ismeretlen nemzetiségű volt.

## Gazdasága
A község legjelentősebb egykori munkaadója, a földműves szövetkezet – mely a szocializmus évtizedeiben több mint 400 személynek biztosított megélhetést – a rendszerváltást követő években megszűnt. A helyi pékség több mint 50 személyt foglalkoztat (2008-ban).

## Nevezetességei
- Urunk mennybemenetele tiszteletére szentelt római katolikus temploma 1755-ben épült. A 20. században új toronnyal bővítették.
- Szűz Mária szobra 1883-ban készült.
- Második világháborús hősi emlékmű.
- A falunak jellegzetes (kurtaszoknyás) népviselete van,[14] emellett a népi építészet számos szép példája látható a településen.
- Az Ördöngösi dűlőben fekvő Iszomfalva több mint 300 borpincéje és présháza, mely egyúttal kulturális rendezvények színhelye is.
- A Garam mentén fekvő Szerelem-sziget ifjúsági tábora.

## Néprajza
Manga János 1941-ben gyűjtött a településen.

## Neves személyek
- Itt született 1888. augusztus 3-án Várkonyi Hildebrand Dezső bencés rendi szerzetes, tanár és pszichológus. Emléktábláját 2008-ban avatták fel.
- Itt született 1922-ben Janisch Miklós parazitológus.
- Itt született 1933-ban Bartusz György szlovákiai magyar képzőművész, szobrász, akcióművész, egyetemi tanár. A Magyar Művészeti Akadémia tagja (2009).
- Itt született 1944-ben Ábrahám János jogász, sportvezető, politikus, az MSZP országgyűlési képviselője 1994-2002 között.
- Itt született 1952. április 12-én Zsákovics László szlovákiai magyar zenetanár, zeneszerző.[16]
- Itt szolgált Kruplanicz Sándor prímási intéző, Kruplanicz Kálmán főispán testvére.[17]

## Képtár

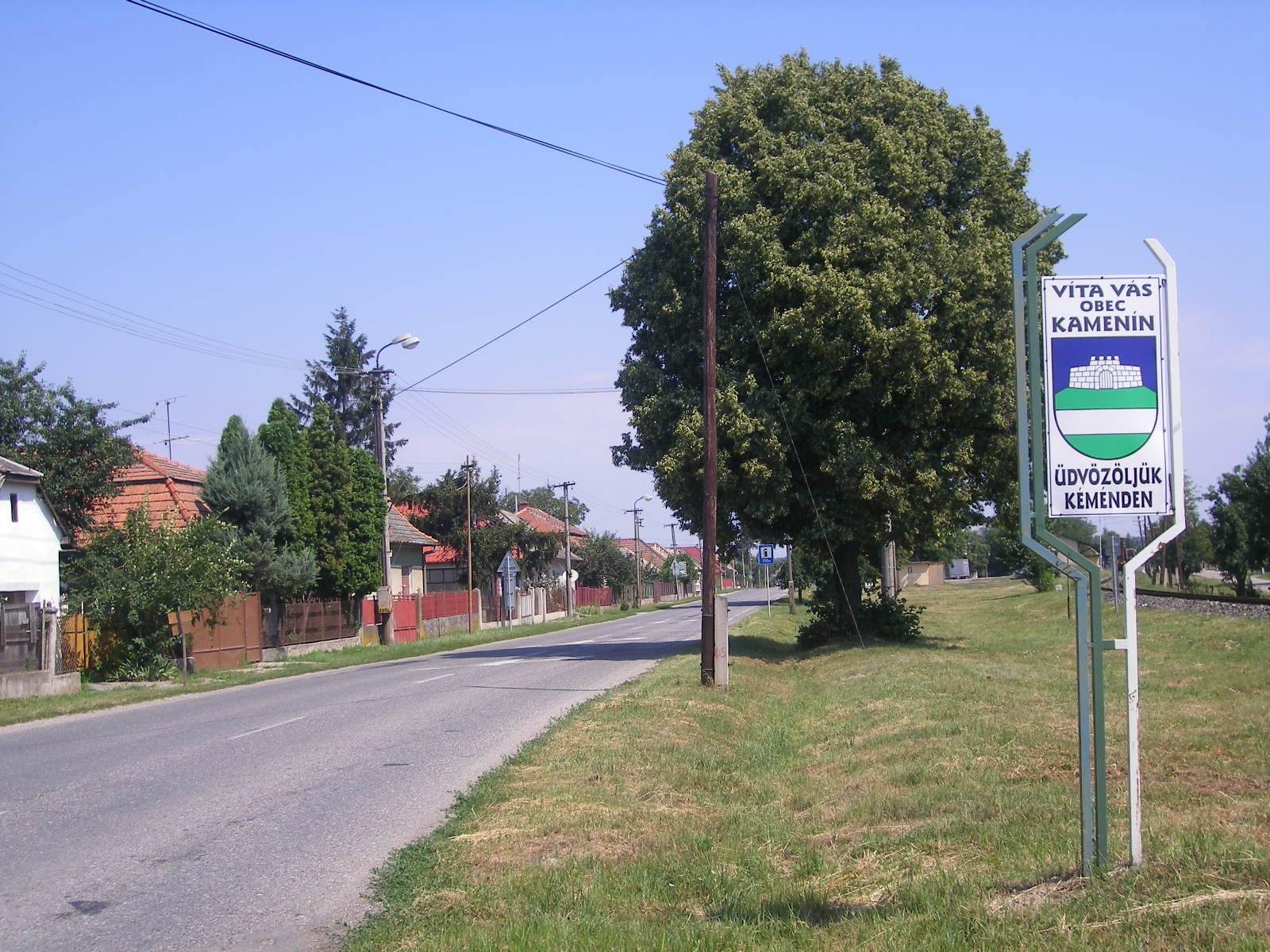
Címeres üdvözlőtábla
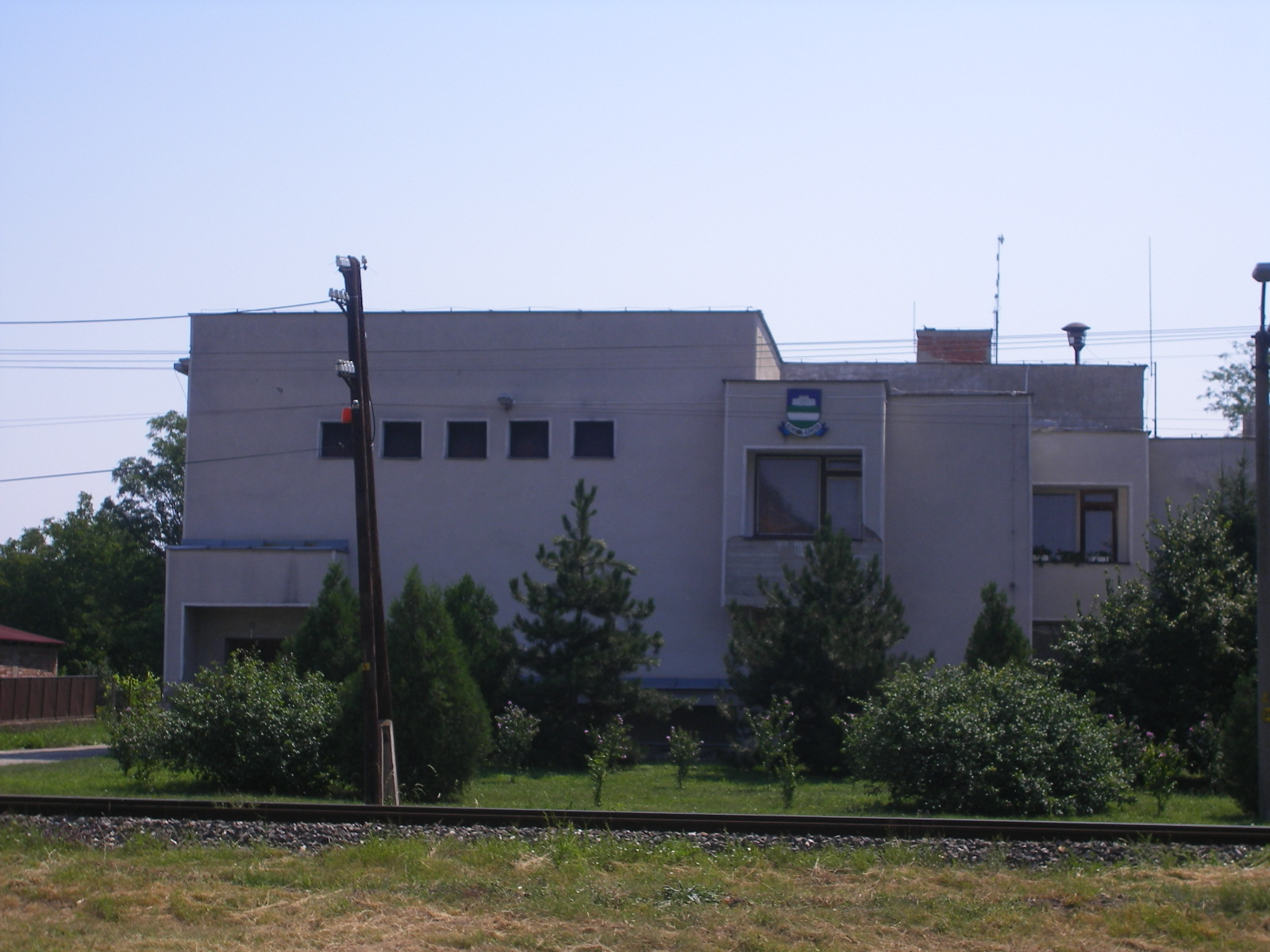
Községháza
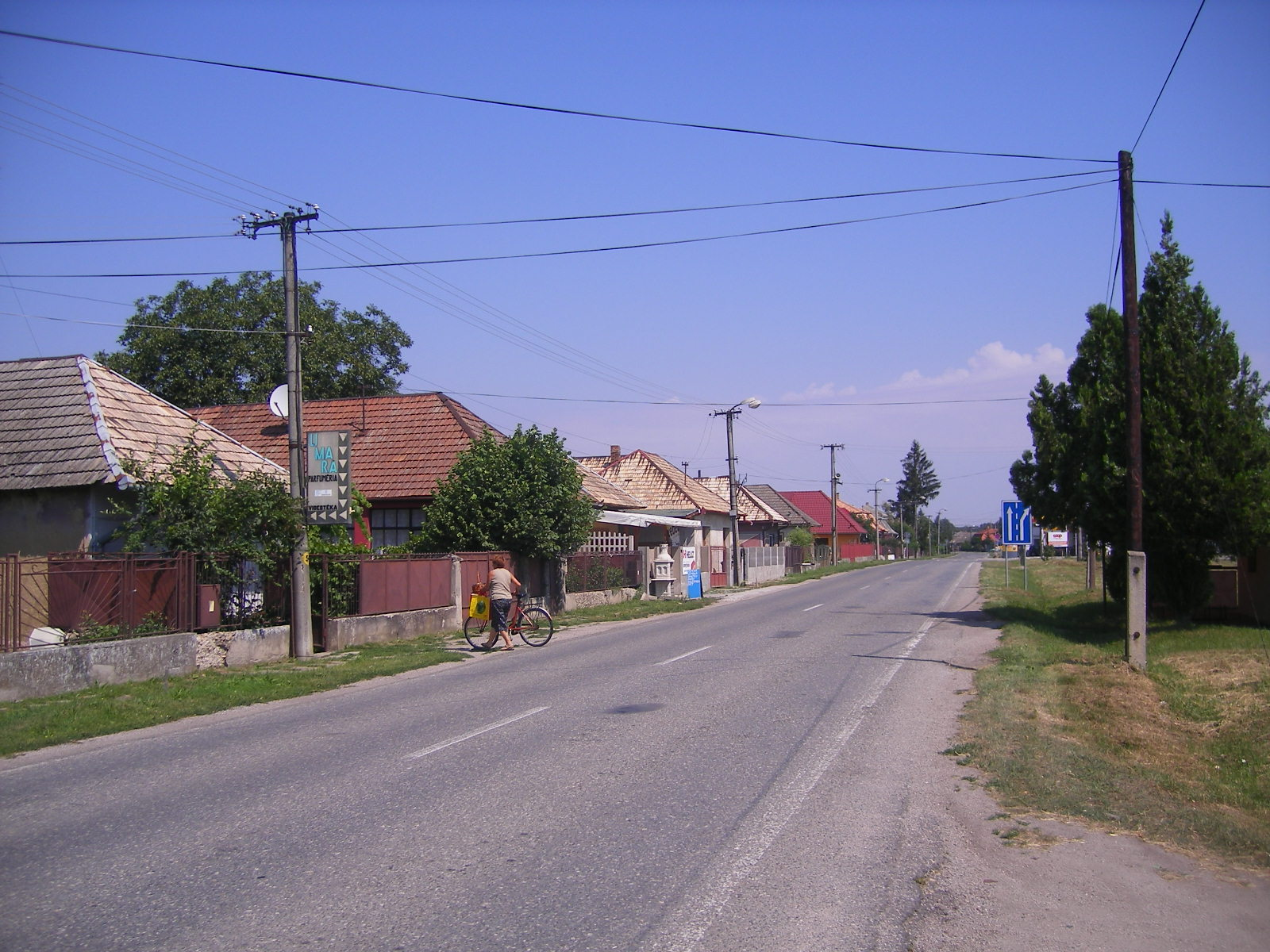
Kéméndi utcakép
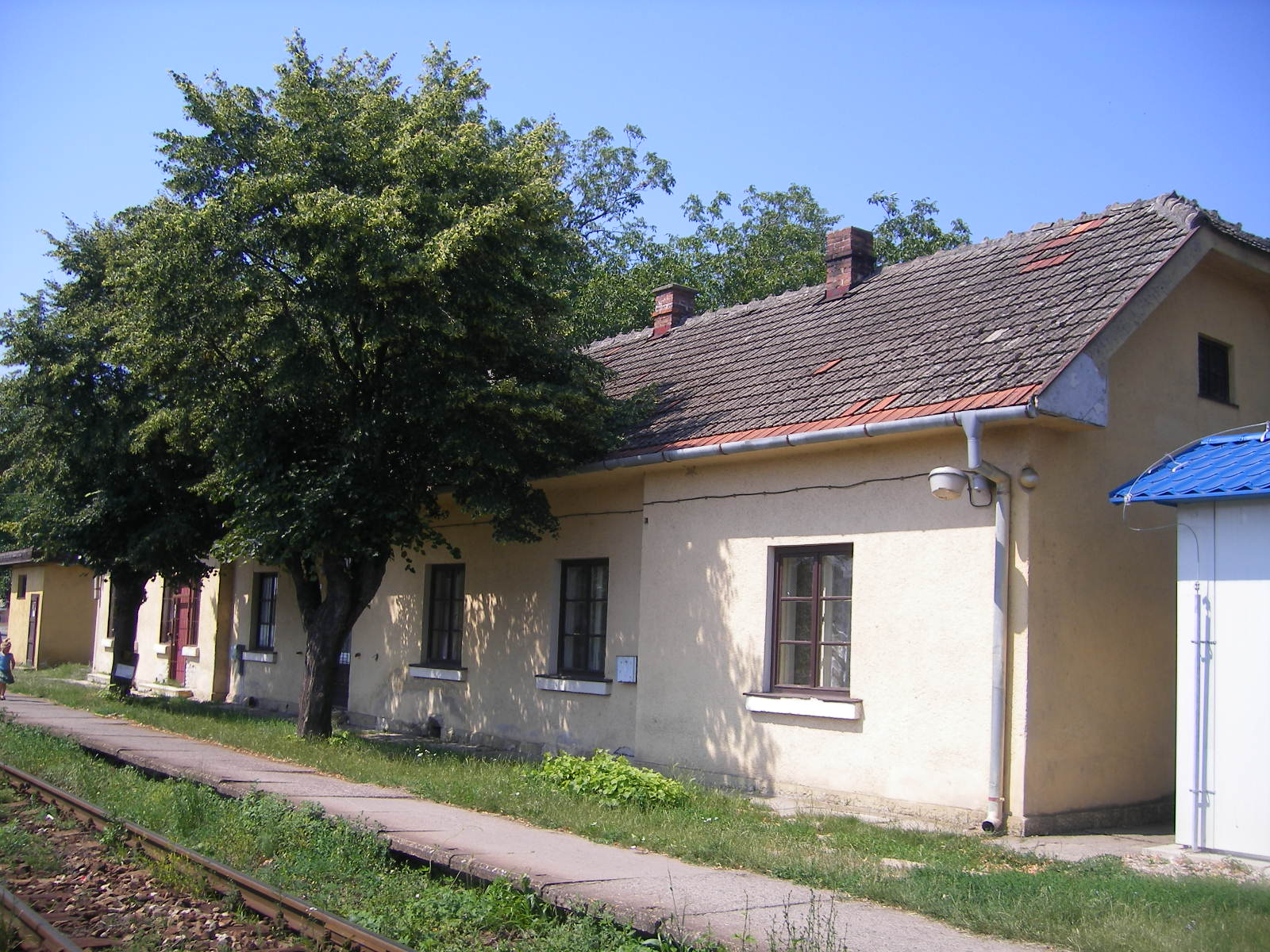
Vasútállomás
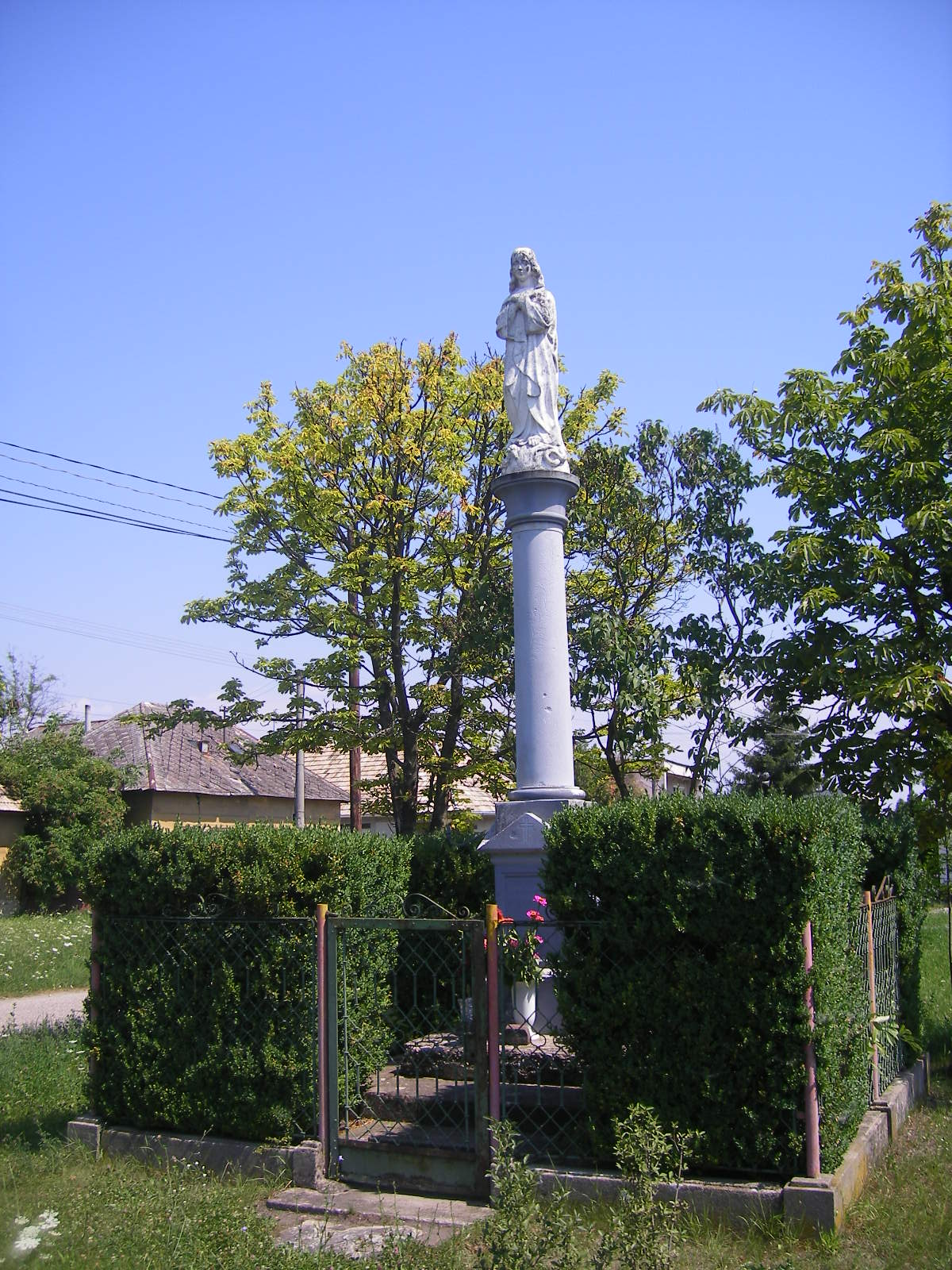
Mária-oszlop
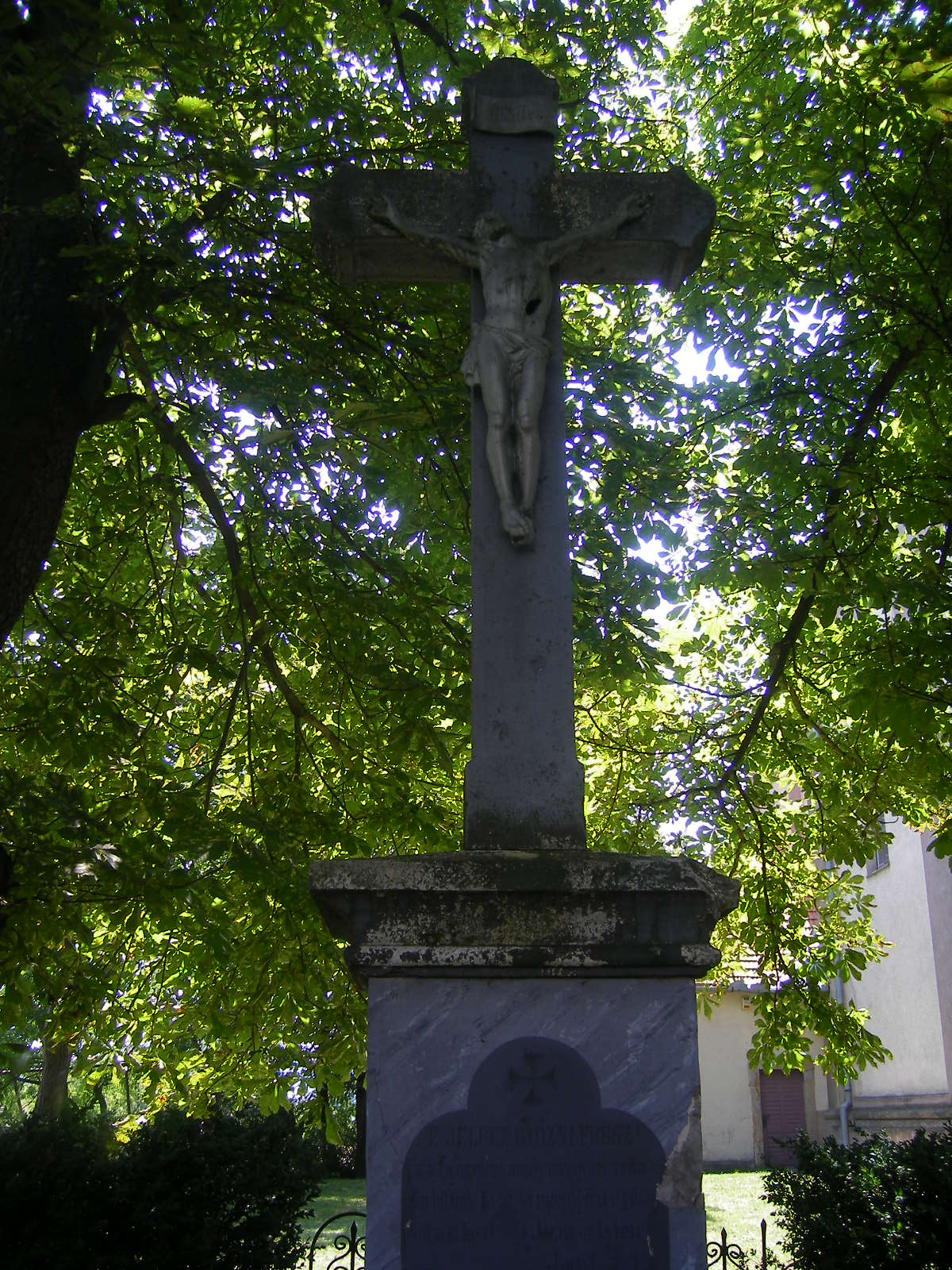
A templomkertben álló feszület
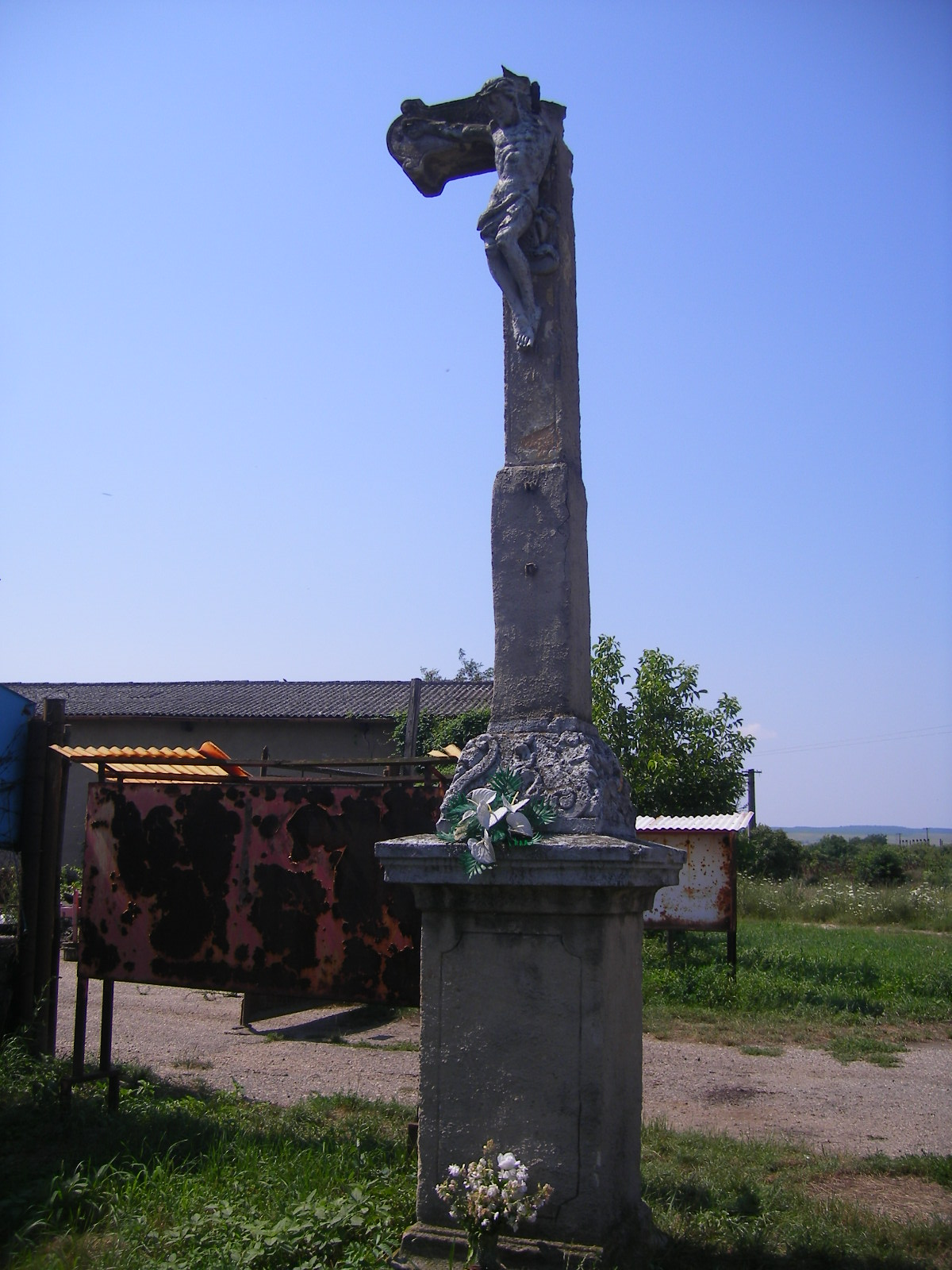
A második világháborúban megsérült feszület
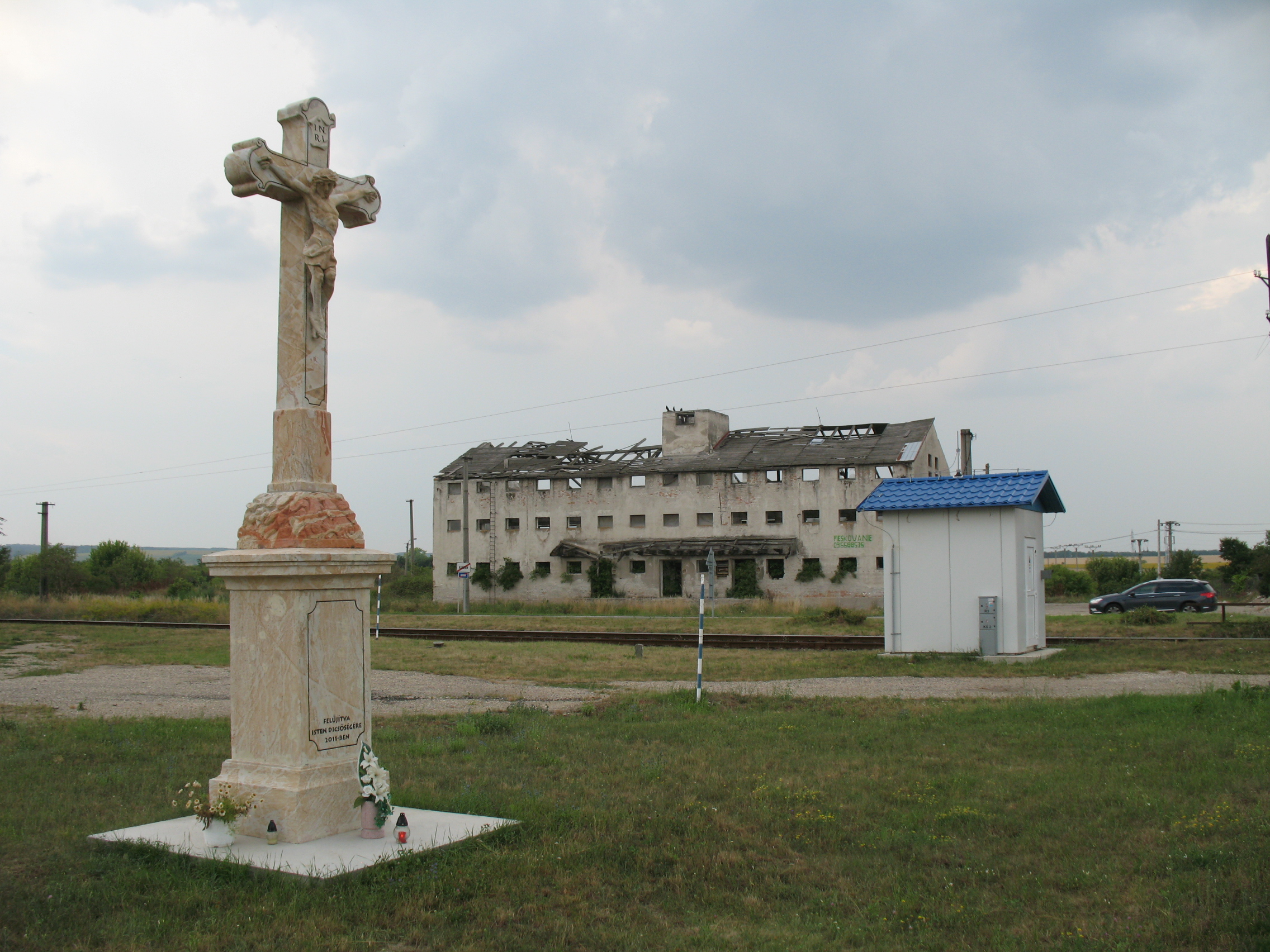
Felújítva 2011-ben
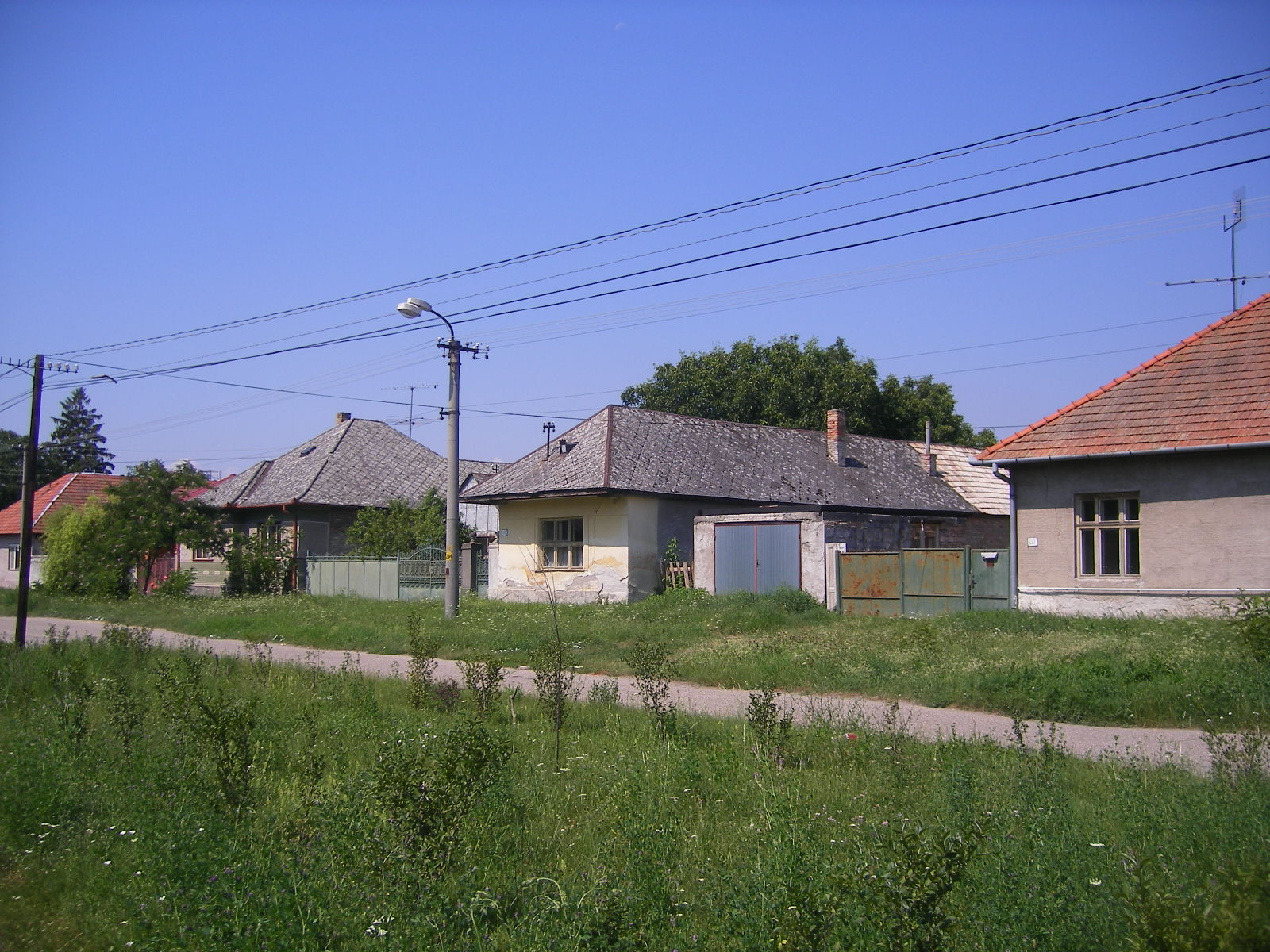
Utcakép
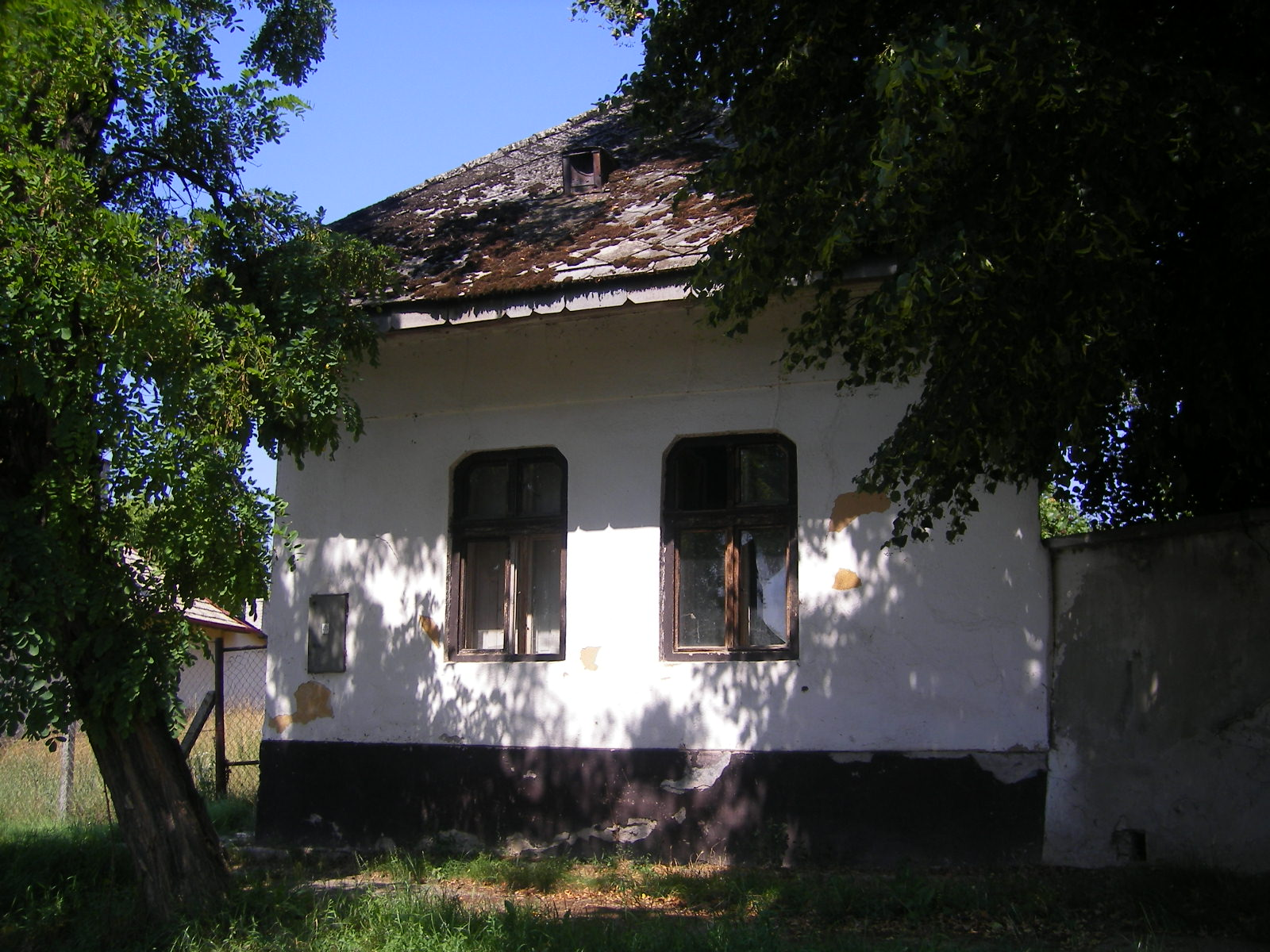
Népi építészet Kéménden
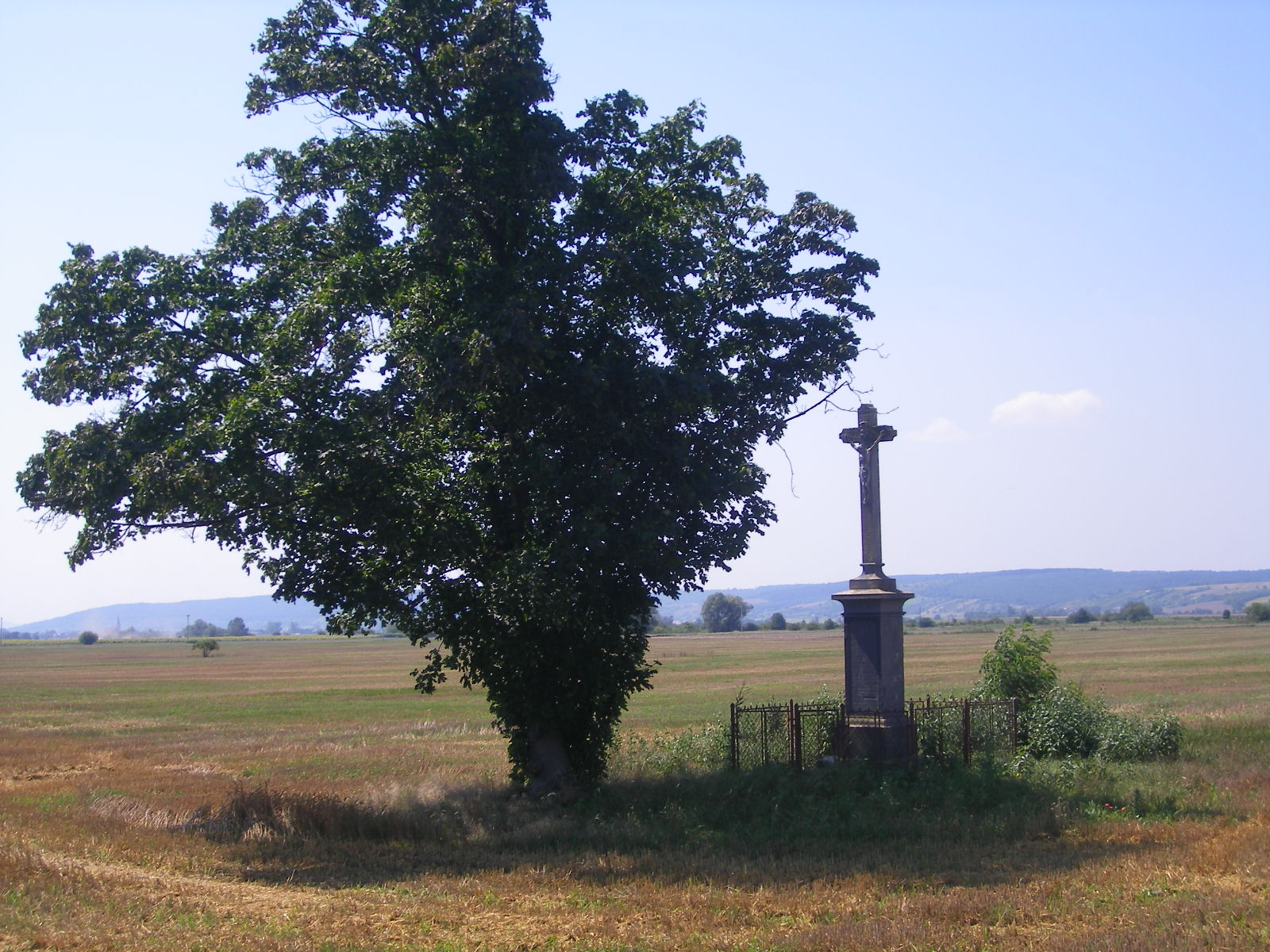
Feszület a falutól keletre
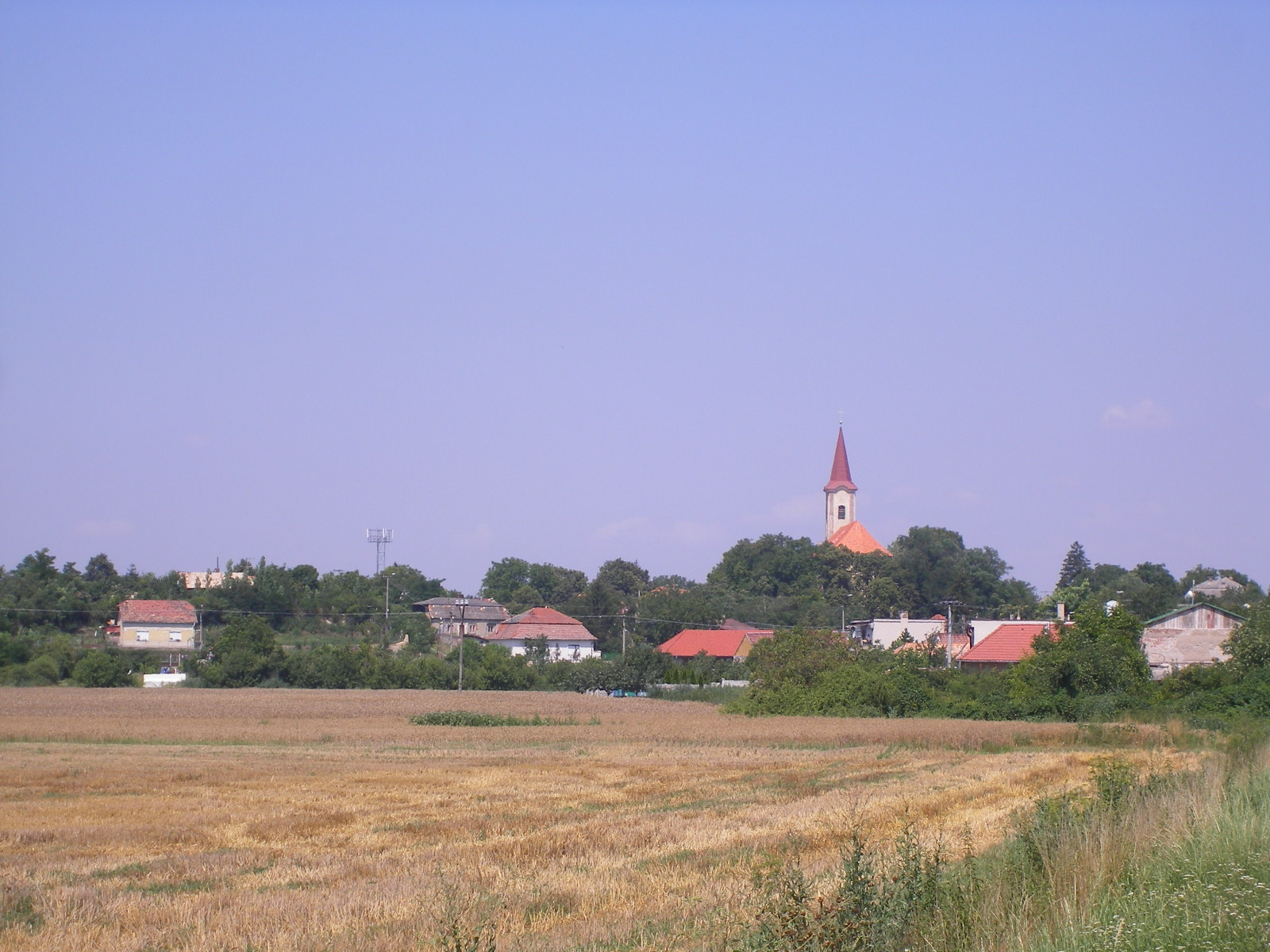
Kéménd látképe kelet felől
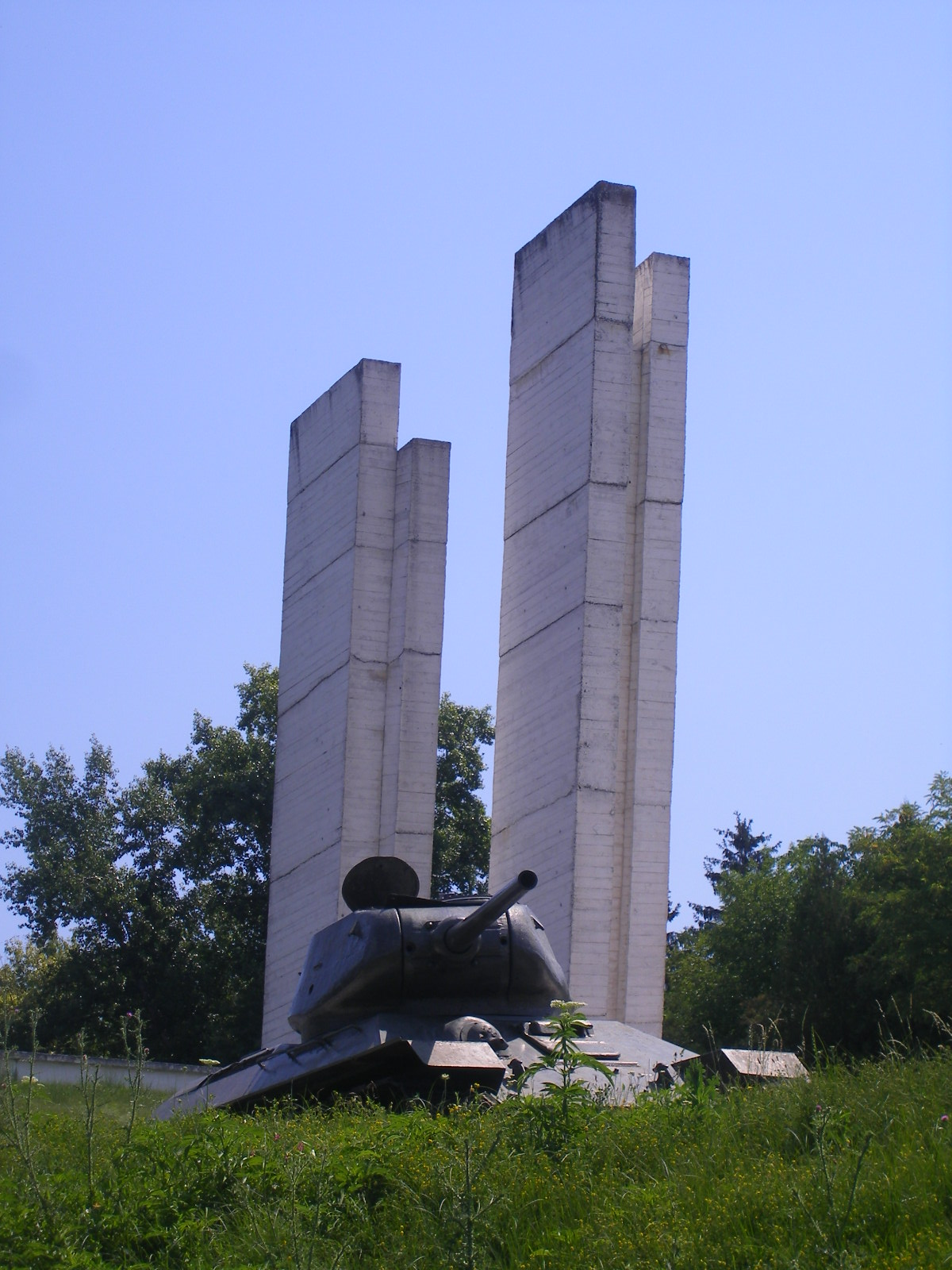
A garammenti csaták emlékműve
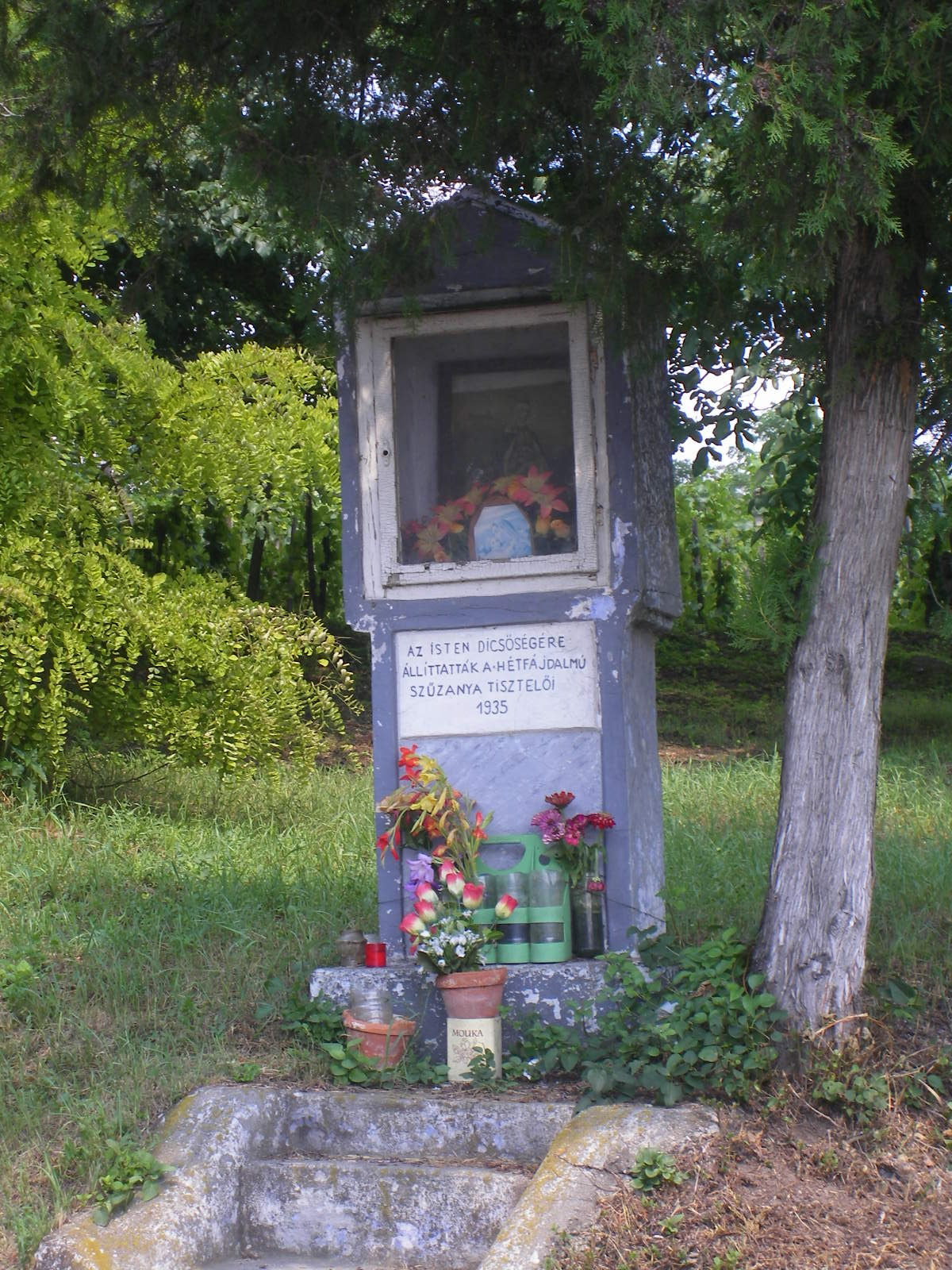
Szoborfülke a szőlőhegyen
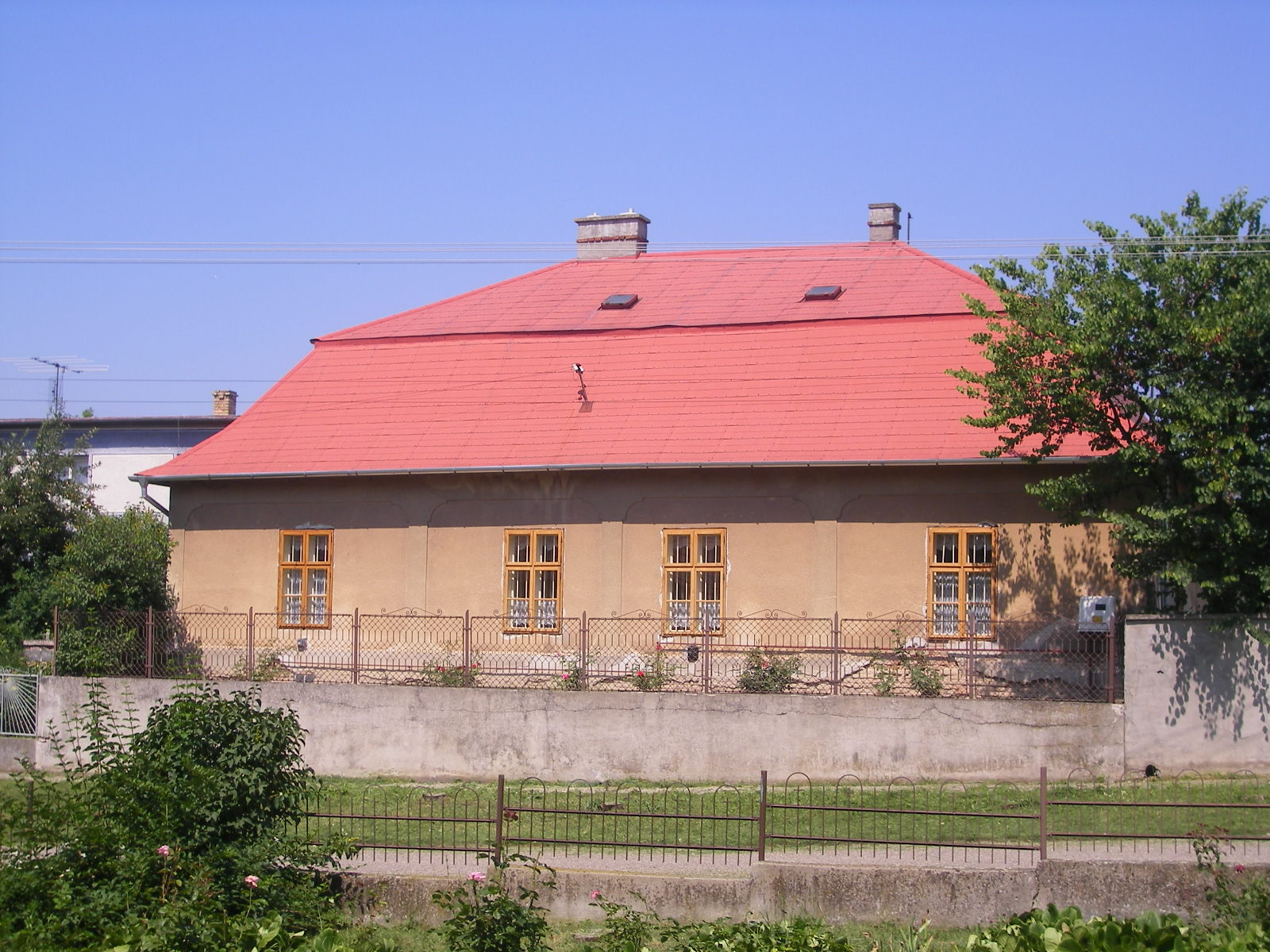
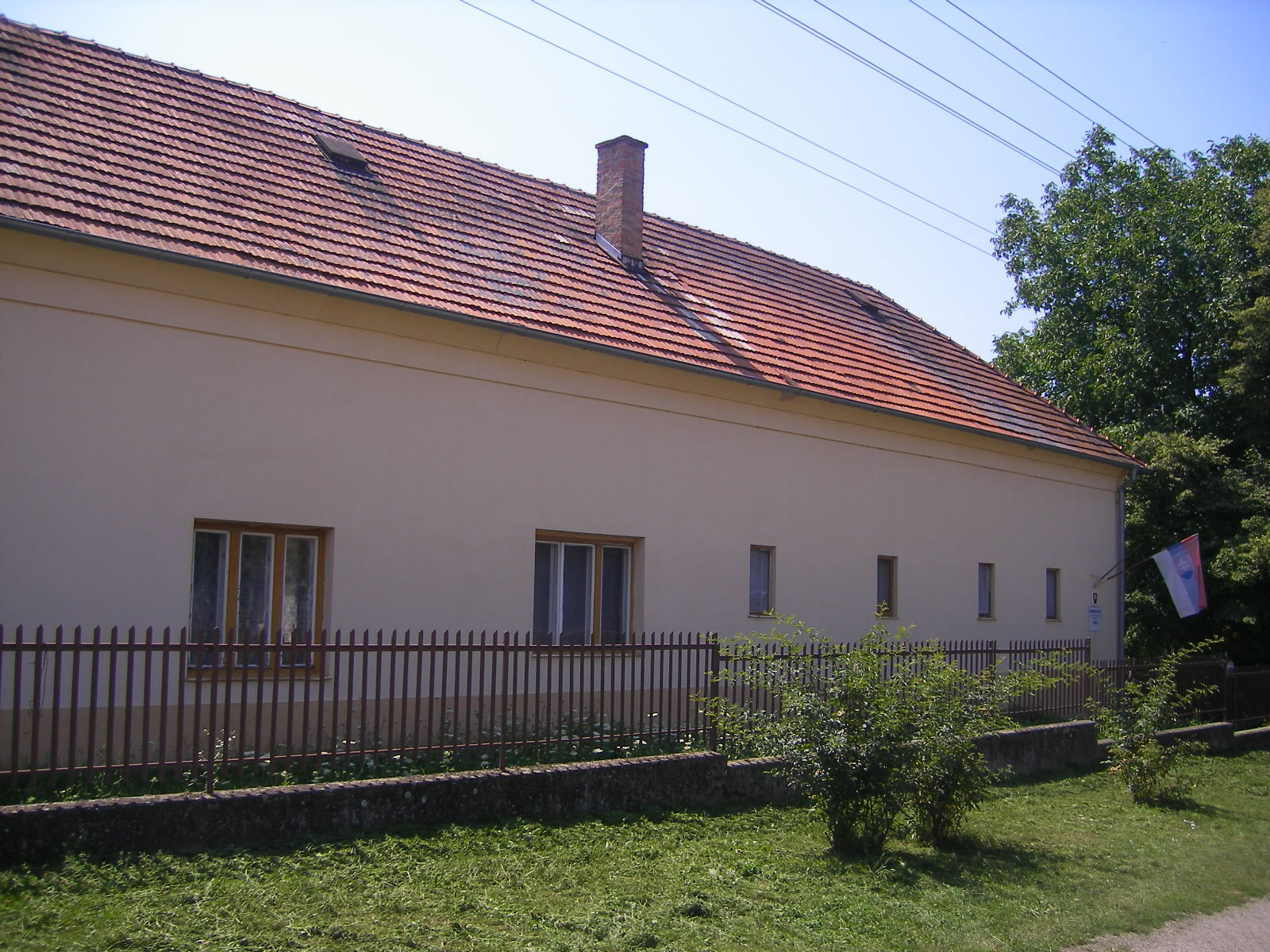
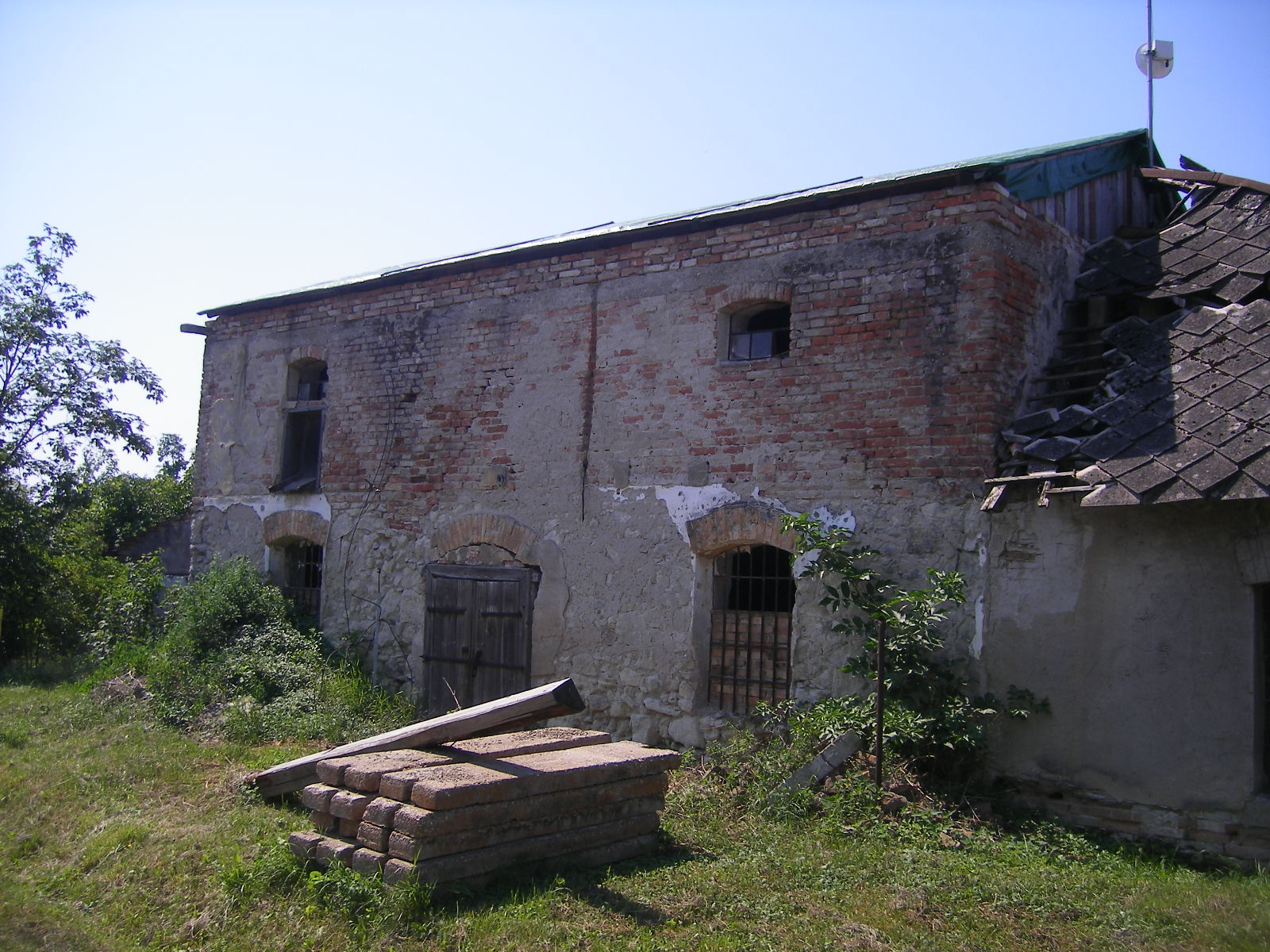
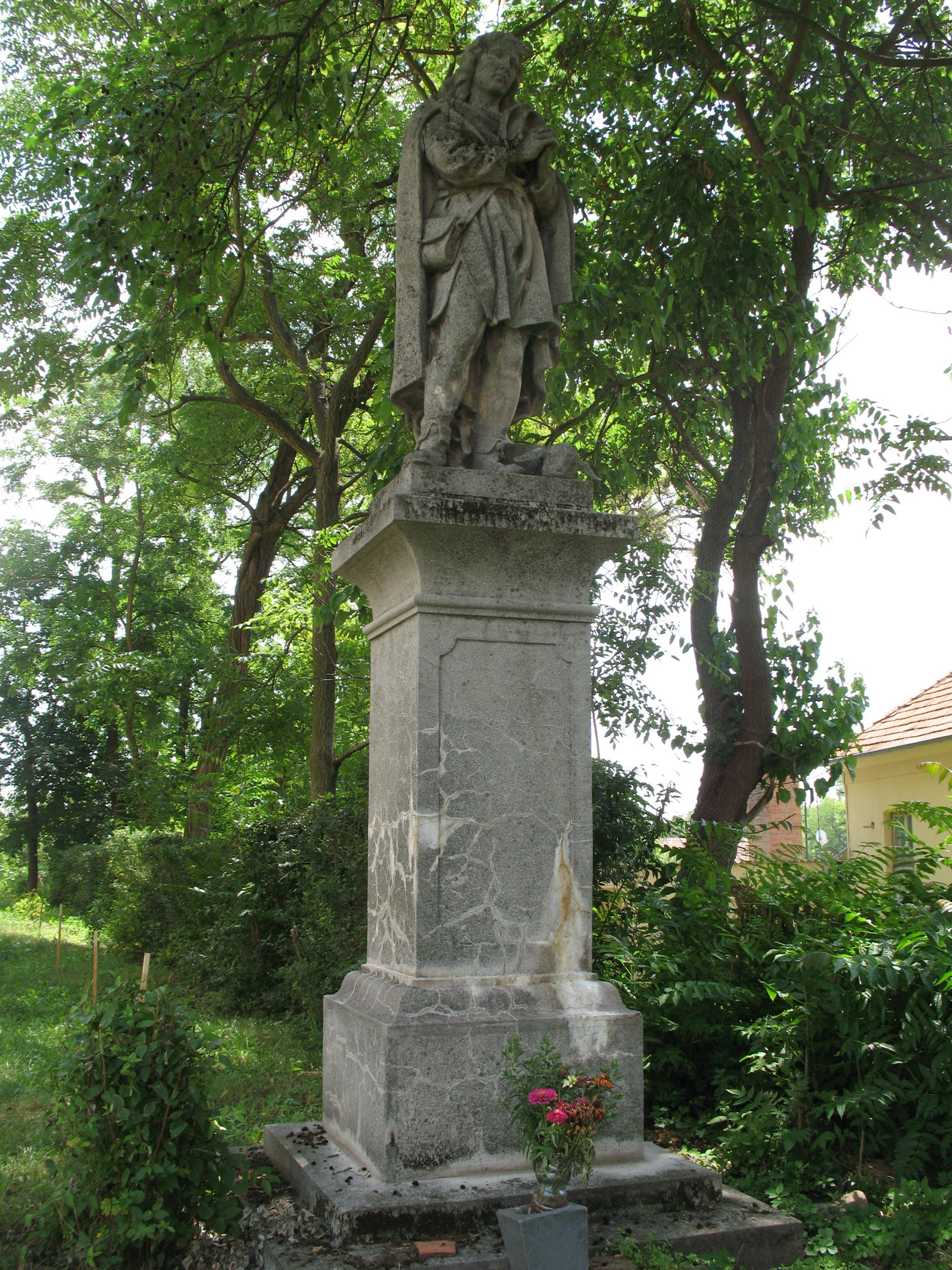
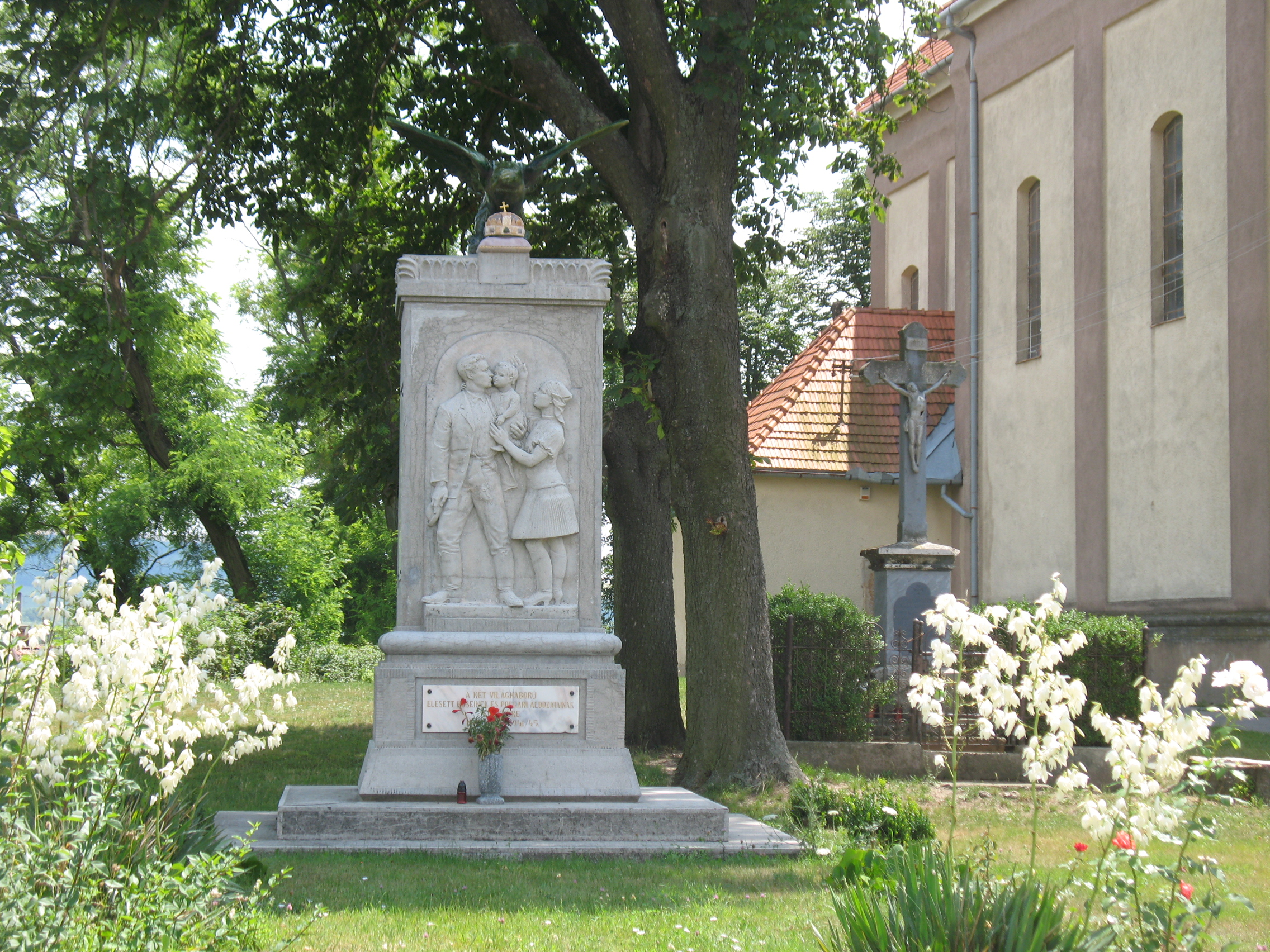